# Chara Morin Ułan Ude
Chara Morin Ułan Ude – żeński klub piłki siatkowej z siedzibą w Ułan Ude w Rosji. Został założony w 2001 roku.